# A mani nude nella palude
A mani nude nella palude (Swamp Brothers) è un reality show statunitense andato in onda su Discovery Channel dal 10 maggio 2011. In Italia è stato trasmesso nel 2013 da Discovery Channel e DMAX.

## Trama
Nelle immense paludi della Florida i fratelli Robert "Robbie" e Stephen Keszey gestiscono la Glades Herp Farm, un'azienda agricola un po' particolare che oltre agli animali da fattoria alleva coccodrilli, alligatori e molte specie di serpenti. Spesso Robbie e Stephen vengono chiamati per catturare grossi rettili che si aggirano per le paludi terrorizzando pescatori e bagnanti, per aiutare persone in difficoltà con animali da fattoria o per aiutare i loro amici veterinari.
I due fratelli hanno caratteri opposti: Robbie vive da sempre nella palude e adora il suo lavoro, mentre Stephen ha lasciato la Florida per diventare barman a Manhattan ma poi ha deciso di ritornare ad aiutare il fratello maggiore, anche se non è molto soddisfatto del suo nuovo lavoro perché teme la maggior parte degli animali dell'allevamento.

## Cast
- Robert "Robbie" Keszey: è il proprietario della Glades Herp Farm. Grande appassionato di coccodrilli e alligatori e esperto di fauna esotica, oltre a gestire la sua azienda caccia rettili nella palude e aiuta persone in difficoltà con qualsiasi tipo di animali. Nell'ultimo episodio della terza stagione, a causa di problemi economici è costretto a vendere 50 alligatori americani al rivale che vuole espandere il proprio allevamento.
- Stephen Keszey: è il fratello minore di Robbie appena tornato nella palude da Manhattan. Ha molta paura di tutti gli animali del fratello, ma lo aiuta sia con l'azienda che con i vari lavori esterni. Durante la terza stagione spinge il fratello a comprare coccodrilli rari, scelta che porterà l'azienda sull'orlo del fallimento.
- Al Roberts: è un amico di Robbie e Stephen cacciatore e "mandriano" di alligatori. Molto spesso aiuta i fratelli Keszey con qualche tipo di lavoro in azienda o nella fattoria. Nel tempo libero accompagna i turisti nelle paludi per cacciare gli alligatori.
- J.P.: è un ragazzo che lavora nella Glades Herp Farm con Jerry. In una puntata si ferisce perché non ascolta i consigli di Robbie. Principalmente si occupa di curare o catturare gli animali della fattoria.
- Jerry: è un uomo che lavora nella Glades Herp Farm con J.P. Principalmente si occupa di curare o catturare gli animali della fattoria.
- Kim: è una ragazza che compare nella terza stagione, è una studiosa di biologia e convince Robbie a farla lavorare gratuitamente alla Glades Herp Farm per stare a contatto con gli alligatori.